# 畠山慶致
畠山 慶致（はたけやま よしむね）は、室町時代後期の能登の守護大名。能登畠山氏の第5代当主。

## 生涯
第3代当主・畠山義統の次男として生まれる。
明応6年（1497年）に父が死去した後、家督は長兄の義元が継いだが、これに不満を持った守護代の遊佐統秀らによって対抗馬として擁立され、明応9年（1500年）に兄が統秀によって追放されると、当主として擁立された。
しかし、永正3年（1506年）に北陸で一向一揆が起こり、続いて義元と協力関係にあった足利義稙が将軍に復帰すると、畠山家臣団の中で義元の復帰を望む声が上がったため、慶致は隠居して義元が当主として復帰することとなった。ただし、自分の嫡男である畠山義総を義元の養嗣子としている。その後は兄・義元を助けて、大名権力の強化を図った。
永正12年（1515年）、義元が死去して、義総が跡を継ぐと、その実父としてなおも二元政治を行なった。
大永5年（1525年）閏11月18日、七尾城にて死去した。